# Яновский, Борис Карлович
Борис Карлович Яновский (19 [31] декабря 1875, Москва — 19 января 1933, Харьков) — украинский и российский композитор, дирижёр и педагог.

## Биография
Родился 19 [31] декабря 1875 года в Москве.
Окончил Киевский университет. Музыке обучался сначала у отца, а затем у Е. А. Рыба.
Был дирижёром, педагогом и музыкальном критиком в Киеве (до 1910 года), Москве, Петрограде и Харькове, где жил с 1918 года.
Ушёл из жизни 19 января 1933 года в Харькове.

## Творчество
- Два Пьерро, или Коломбина (1907)
- Сестра Беатриса (1907, Киев)
- 1812 год (1912, Тбилиси)
- Ведьма (по А. П. Чехову, 1916, Оперный театр Зимина, дирижёр Яновский)
- Вибух (Взрыв; 1927, Харьков)
- Дума черноморская (1928, Киев)
- Аравийская ночь (1916, Студия Оперного театра Зимина)
- Ференджi (1930, Харьков)
- Трунар (Гробовщик; по А. С. Пушкину, 1923)
- Восточная сюита (1896)
- Вий (1899)
- Фавн и пастушка (1902)
- Andante (1899)
- Интермеццо на укр. нар. темы (1928)
- Заздравная (1931)